# Koncert (album Voo Voo)
Koncert – koncertowy album Voo Voo, druga płyta w dyskografii tego zespołu. Zawiera utwory znane z albumu debiutanckiego, a także te wcześniej niewydane ale prezentowane już na antenie w Programu 3 Polskiego Radia.  Koncert odbył się w Warszawie w klubie Riviera Remont 28 maja 1986.

To był bardzo fajny koncert natomiast płyta jest do dupy.

## Lista utworów
| Nr | Tytuł utworu                               | Długość |
| -- | ------------------------------------------ | ------- |
| 1. | „Flota zjednoczonych sił”                  | 4:57    |
| 2. | „Sprężyć krok”                             | 8:05    |
| 3. | „Tyłem”                                    | 4:11    |
| 4. | „Dopóki (Faza)”                            | 2:21    |
| 5. | „Paproch”                                  | 5:06    |
| 6. | „Otwórz mi (F-I)”                          | 5:05    |
| 7. | „Co się stało z moim cieniem (Wizyta III)” | 6:03    |
| 8. | „Znikam (Wizyta I)”                        | 3:02    |
|    |                                            | 38:50   |

## Muzycy
- Wojciech Waglewski – śpiew, gitara
- Jan Pospieszalski – gitara basowa, kontrabas, śpiew
- Mateusz Pospieszalski – saksofon, trąbka
- Andrzej Ryszka – instrumenty perkusyjne, śpiew